# 七月十三之龍婆
《七月十三之龍婆》，是1996年上映的一部香港恐怖鬼片，由錢昇瑋執導，錢昇瑋、鄺文偉監製，黃子華、吳大維、李嘉欣、羅蘭主演。一部關於城市生活中心理問題的恐怖片，社會存在著太多的壓力，試圖讓人想停下來，想休息，想永遠沉睡。

## 劇情
高中生Sugar是一宗女子墮樓案件的見擊者，警方認為事件沒可疑，但Sugar堅稱是有一老婦把其推下樓，因此警察郭加倫和羅娜須調查案件。

## 演員表
| 演員   | 角色            |
| 吳大維 | 郭加倫 - Alan   |
| 李嘉欣 | 羅娜            |
| 黃子華 | 關德慶 - Pierre |
| 羅蘭   | 龍婆            |
| 歐錦棠 | 龍婆的兒子      |
| 黃雯   | 陳小慧          |
| 盧敏儀 | Cardin          |
| 李雪敏 | 阿雪            |
| 文雋   | 高 Sir          |
| 苑瓊丹 | 護士            |

## 獎項
| 年份   | 頒獎典禮              | 獎項       | 名字 | 結果 |
| ------ | --------------------- | ---------- | ---- | ---- |
| 1997年 | 第2屆香港電影金紫荊獎 | 最佳女配角 | 羅蘭 | 提名 |
| 1997年 | 第16屆香港電影金像獎  | 最佳女配角 | 羅蘭 | 提名 |

## 外部連結
- 香港影庫上《七月十三之龍婆》的資料（繁體中文）
- 互联网电影数据库（IMDb）上《七月十三之龍婆》的资料（英文）